# Australian Open de 2018
O Australian Open de 2018 foi um torneio de tênis disputado nas quadras duras do Melbourne Park, em Melbourne, na Austrália, entre 15 e 28 de janeiro. Corresponde à 50ª edição da era aberta e à 106ª de todos os tempos.
Último campeão, Roger Federer conseguiu defender o título, derrotando Marin Čilić na final e conquistando o 20º torneio de Grand Slam. Serena Williams não teve a mesma sorte: anunciou desistência por não se considerar completamente preparada – ela deu à luz um menino em setembro de 2017. Caroline Wozniacki venceu todos os jogos e conquistou seu primeiro título na categoria, derrotando Simona Halep na final. Com o resultado, a dinamarquesa retornou à primeira colocação do ranking de simples depois de seis anos.
Nas duplas masculinas, Oliver Marach e Mate Pavić conquistaram seu primeiro Slam na modalidade. O mesmo Pavić e Gabriela Dabrowski conquistaram o segundo Slam em mistas – haviam feito pela primeira vez com parceiros diferentes.. Nas femininas, Tímea Babos e Kristina Mladenovic levantaram a taça, sendo o primeiro Slam da húngara.

## Transmissão
Esta é a lista de países e canais designados a transmitir o torneio durante a edição em questão:
Países lusófonos

| País(es) | Canal(is)   |
| -------- | ----------- |
| Brasil   | ESPN Brasil |
| Portugal | Eurosport   |

Resto do mundo
| País(es)                              | Canal(is)                                                                                                 |
| Países avulsos                        | |
| ------------------------------------- | --- |
| Austrália                             | Seven Network                                                                                             |
| Canadá                                | RDS [en] TSN                                                                                              |
| China                                 | BesTV [zh] BTV Sports [en] CCTV-5 Fox Sports (Ásia) Great Sports Channel [en] Guangdong Sports [en] iQIYI |
| Egito                                 | beIN Sports                                                                                               |
| Estados Unidos                        | ESPN Tennis Channel                                                                                       |
| Japão                                 | NHK Sportsnavi [ja] WOWOW                                                                                 |
| México                                | ESPN (América Latina)                                                                                     |
| Nova Zelândia                         | Sky [en]                                                                                                  |
| Tunísia                               | SuperSport                                                                                                |
| Regiões                               | |
| África subsariana                     | Eurosport SuperSport                                                                                      |
| América Central América do Sul Caribe | ESPN (América Latina)                                                                                     |
| Ásia Central                          | Eurosport                                                                                                 |
| Ásia Meridional                       | Sony SIX [en]                                                                                             |
| Ásia Oriental Sudoeste Asiático       | Fox Sports (Ásia)                                                                                         |
| Europa                                | Eurosport                                                                                                 |
| Oriente Médio                         | beIN Sports                                                                                               |
| Agrupamentos                          | |
| Oceania                               | |
| Guam · Micronésia · Papua-Nova Guiné  | Fox Sports (Ásia)                                                                                         |

## Pontuação e premiação

### Distribuição de pontos
ATP e WTA informam suas pontuações em Grand Slam, distintas entre si, em simples e em duplas. A ITF responde exclusivamente pelos juvenis e cadeirantes.
Considerado torneio amistoso, o de duplas mistas não gera pontos.
No juvenil, os simplistas jogam duas fases de qualificatório, mas só os que passam à chave principal pontuam. Em duplas, a pontuação é por jogador. A partir da fase com 16, os competidores recebem pontos adicionais de bônus (os valores da tabela já somam as duas pontuações).

#### Profissional
| Evento            | V    | F    | SF  | QF  | R16 | R32 | R64 | R128 | Q  | Q3 | Q2 | Q1 |
| Simples masculino | 2000 | 1200 | 720 | 360 | 180 | 90  | 45  | 10   | 25 | 16 | 8  | 0  |
| Duplas masculinas | 2000 | 1200 | 720 | 360 | 180 | 90  | 0   | —    | —  | —  | —  | —  |
| Simples feminino  | 2000 | 1300 | 780 | 430 | 240 | 130 | 70  | 10   | 40 | 30 | 20 | 2  |
| Duplas femininas  | 2000 | 1300 | 780 | 430 | 240 | 130 | 10  | —    | —  | —  | —  | —  |

| Evento            | V   | F   | SF  | QF  | R16 | R32 | R64 | Q  | Q2 | Q1 |
| Simples Masculino | 375 | 270 | 180 | 120 | 75  | 30  | 25* | 20 | 0  | 0  |
| Simples Feminino  | 375 | 270 | 180 | 120 | 75  | 30  | 25* | 20 | 0  | 0  |
| Duplas Masculinas | 270 | 180 | 120 | 75  | 45  | 0   | —   | —  | —  | —  |
| Duplas Femininas  | 270 | 180 | 120 | 75  | 45  | 0   | —   | —  | —  | —  |

| Evento               | V   | F   | SF/3º lugar | QF/4º lugar |
| Simples              | 800 | 500 | 375         | 100         |
| Simples tetraplégico | 800 | 500 | 375         | 100         |
| Duplas               | 800 | 500 | 100         | —           |
| Duplas tetraplégicas | 800 | 100 | —           | —           |

### Premiação
A premiação geral aumentou 10% em relação a 2017. Os títulos de simples tiveram um acréscimo de A$ 300.000 cada.
O número de participantes em simples se difere somente na fase qualificatória (128 homens contra 96 mulheres). Os valores para duplas são por par. Diferentemente da pontuação, não há recompensa aos vencedores do qualificatório.
Juvenis não são pagos. Outras disputas, como a de cadeirantes, não tiveram os valores detalhados; estão inclusos em "Outros eventos".
| Evento        | V            | F            | SF         | QF         | Últimos 16 | Últimos 32 | Últimos 64 | Últimos 128 | Q3        | Q2        | Q1        |
| Contemplados  | 1            | 1            | 2          | 4          | 8          | 16         | 32         | 64          | 16H / 12M | 32H / 24M | 64H / 48M |
| Simples (2)   | A$ 4.000.000 | A$ 2.000.000 | A$ 880.000 | A$ 440.000 | A$ 240.000 | A$ 142.500 | A$ 90.000  | A$ 60.000   | A$ 30.000 | A$ 15.000 | A$ 7.500  |
| Duplas (2)    | A$ 700.000   | A$ 350.000   | A$ 175.000 | A$ 90.000  | A$ 49.000  | A$ 29.500  | A$ 18.500  | —           | —         | —         | —         |
| Duplas mistas | A$ 175.000   | A$ 90.000    | A$ 43.500  | A$ 20.500  | A$ 10.250  | A$ 5.250   | —          | —           | —         | —         | —         |

Total dos eventos acima: A$ 50.432.000
Outros eventos + per diem (estimado): A$ 4.568.000
Total da premiação: A$ 55.000.000

## Cabeças de chave
Cabeças baseados(as) nos rankings de 8 de janeiro de 2018. Dados de Ranking e Pontos anteriores de 15 de janeiro de 2018.
A colocação individual nos rankings de duplas masculinas e femininas ajudam a definir os cabeças de chaves nestas categorias e também na de mistas.
Em verde, o(s) cabeça(s) de chave campeão(ões). Em vermelho, o(s) vice-campeão(ões).

### Simples

#### Masculino
| Cabeça | Ranking | Jogador               | Pontos anteriores | Pontos a defender | Pontos conquistados | Nova pontuação | Eliminado na | Eliminado por            |
| ------ | ------- | --------------------- | ----------------- | ----------------- | ------------------- | -------------- | ------------ | ------------------------ |
| 1      | 1       | Rafael Nadal          | 10.600            | 1.200             | 360                 | 9.760          | QF, ab.      | Marin Čilić [6]          |
| 2      | 2       | Roger Federer         | 9.605             | 2.000             | 2.000               | 9.605          | Campeão      | –                        |
| 3      | 3       | Grigor Dimitrov       | 4.990             | 720               | 360                 | 4.630          | QF           | Kyle Edmund              |
| 4      | 4       | Alexander Zverev      | 4.610             | 90                | 90                  | 4.610          | 3ª fase      | Chung Hyeon              |
| 5      | 5       | Dominic Thiem         | 4.060             | 180               | 180                 | 4.060          | 4ª fase      | Tennys Sandgren          |
| 6      | 6       | Marin Čilić           | 3.805             | 45                | 1.200               | 4.960          | F            | Roger Federer [2]        |
| 7      | 7       | David Goffin          | 3.775             | 360               | 45                  | 3.460          | 2ª fase      | Julien Benneteau         |
| 8      | 9       | Jack Sock             | 2.960             | 90                | 10                  | 2.880          | 1ª fase      | Yūichi Sugita            |
| 9      | 8       | Stan Wawrinka         | 3.060             | 720               | 45                  | 2.385          | 2ª fase      | Tennys Sandgren          |
| 10     | 11      | Pablo Carreño Busta   | 2.615             | 90                | 180                 | 2.705          | 4ª fase      | Marin Čilić [6]          |
| 11     | 12      | Kevin Anderson        | 2.610             | 0                 | 10                  | 2.620          | 1ª fase      | Kyle Edmund              |
| 12     | 10      | Juan Martín del Potro | 2.725             | 0                 | 90                  | 2.815          | 3ª fase      | Tomáš Berdych [19]       |
| 13     | 13      | Sam Querrey           | 2.535             | 90                | 45                  | 2.490          | 2ª fase      | Márton Fucsovics         |
| 14     | 14      | Novak Djokovic        | 2.335             | 45                | 180                 | 2.470          | 4ª fase      | Chung Hyeon              |
| 15     | 15      | Jo-Wilfried Tsonga    | 2.320             | 360               | 90                  | 2.050          | 3ª fase      | Nick Kyrgios [17]        |
| 16     | 16      | John Isner            | 2.265             | 45                | 10                  | 2.230          | 1ª fase      | Matthew Ebden            |
| 17     | 17      | Nick Kyrgios          | 2.260             | 45                | 180                 | 2.395          | 4ª fase      | Grigor Dimitrov [3]      |
| 18     | 18      | Lucas Pouille         | 2.235             | 10                | 10                  | 2.235          | 1ª fase      | Ruben Bemelmans [Q]      |
| 19     | 20      | Tomáš Berdych         | 2.050             | 90                | 360                 | 2.320          | QF           | Roger Federer [2]        |
| 20     | 21      | Roberto Bautista Agut | 2.015             | 180               | 10                  | 1.845          | 1ª fase      | Fernando Verdasco        |
| 21     | 22      | Albert Ramos Viñolas  | 1.845             | 10                | 90                  | 1.925          | 3ª fase      | Novak Djokovic [14]      |
| 22     | 23      | Milos Raonic          | 1.750             | 360               | 10                  | 1.400          | 1ª fase      | Lukáš Lacko              |
| 23     | 28      | Gilles Müller         | 1.490             | 45                | 90                  | 1.535          | 3ª fase      | Pablo Carreño Busta [10] |
| 24     | 26      | Diego Schwartzman     | 1.675             | 45                | 180                 | 1.810          | 4ª fase      | Rafael Nadal [1]         |
| 25     | 25      | Fabio Fognini         | 1.715             | 45                | 180                 | 1.850          | 4ª fase      | Tomáš Berdych [19]       |
| 26     | 27      | Adrian Mannarino      | 1.625             | 10                | 90                  | 1.705          | 3ª fase      | Dominic Thiem [5]        |
| 27     | 29      | Philipp Kohlschreiber | 1.415             | 90                | 10                  | 1.335          | 1ª fase      | Yoshihito Nishioka [PR]  |
| 28     | 30      | Damir Džumhur         | 1.391             | 10                | 90                  | 1.471          | 3ª fase      | Rafael Nadal [1]         |
| 29     | 31      | Richard Gasquet       | 1.375             | 90                | 90                  | 1.375          | 3ª fase      | Roger Federer [2]        |
| 30     | 32      | Andrey Rublev         | 1.373             | 70+60             | 90+6                | 1.339          | 3ª fase      | Grigor Dimitrov [3]      |
| 31     | 34      | Pablo Cuevas          | 1.345             | 10                | 45                  | 1.380          | 2ª fase      | Ryan Harrison            |
| 32     | 35      | Mischa Zverev         | 1.302             | 360               | 10                  | 952            | 1ª fase, ab. | Chung Hyeon              |

##### Desistências
| Ranking | Jogador       | Pontos anteriores | Pontos a defender | Nova pontuação | Motivo                 |
| ------- | ------------- | ----------------- | ----------------- | -------------- | ---------------------- |
| 19      | Andy Murray   | 2.140             | 180               | 1.960          | Lesão no quadril       |
| 24      | Kei Nishikori | 1.735             | 180               | 1.555          | Lesão no punho direito |

#### Feminino
| Cabeça | Ranking | Jogadora                 | Pontos anteriores | Pontos a defender | Pontos conquistados | Nova pontuação | Eliminada na | Eliminada por          |
| ------ | ------- | ------------------------ | ----------------- | ----------------- | ------------------- | -------------- | ------------ | ---------------------- |
| 1      | 1       | Simona Halep             | 6.425             | 10                | 1.300               | 7.715          | F            | Caroline Wozniacki [2] |
| 2      | 2       | Caroline Wozniacki       | 6.095             | 130               | 2.000               | 7.965          | Campeã       | –                      |
| 3      | 3       | Garbiñe Muguruza         | 6.050             | 430               | 70                  | 5.690          | 2ª fase      | Hsieh Su-wei           |
| 4      | 4       | Elina Svitolina          | 5.785             | 130               | 430                 | 6.085          | QF           | Elise Mertens          |
| 5      | 5       | Venus Williams           | 5.568             | 1.300             | 10                  | 4.278          | 1ª fase      | Belinda Bencic         |
| 6      | 6       | Karolína Plíšková        | 5.445             | 430               | 430                 | 5.445          | QF           | Simona Halep [1]       |
| 7      | 7       | Jeļena Ostapenko         | 4.901             | 130               | 130                 | 4.901          | 3ª fase      | Anett Kontaveit [32]   |
| 8      | 8       | Caroline Garcia          | 4.385             | 130               | 240                 | 4.495          | 4ª fase      | Madison Keys [17]      |
| 9      | 10      | Johanna Konta            | 3.185             | 430               | 70                  | 2.825          | 2ª fase      | Bernarda Pera [LL]     |
| 10     | 9       | Coco Vandeweghe          | 3.204             | 780               | 10                  | 2.434          | 1ª fase      | Tímea Babos            |
| 11     | 11      | Kristina Mladenovic      | 2.935             | 10                | 10                  | 2.935          | 1ª fase      | Ana Bogdan             |
| 12     | 12      | Julia Görges             | 2.825             | 70                | 70                  | 2.825          | 2ª fase      | Alizé Cornet           |
| 13     | 13      | Sloane Stephens          | 2.803             | 0                 | 10                  | 2.813          | 1ª fase      | Zhang Shuai            |
| 14     | 15      | Anastasija Sevastova     | 2.600             | 130               | 70                  | 2.540          | 2ª fase      | Maria Sharapova        |
| 15     | 18      | Anastasia Pavlyuchenkova | 2.485             | 430               | 70                  | 2.125          | 2ª fase      | Kateryna Bondarenko    |
| 16     | 19      | Elena Vesnina            | 2.220             | 130               | 70                  | 2.160          | 2ª fase      | Naomi Osaka            |
| 17     | 20      | Madison Keys             | 2.214             | 0                 | 430                 | 2.644          | QF           | Angelique Kerber [21]  |
| 18     | 17      | Ashleigh Barty           | 2.486             | 130               | 130                 | 2.486          | 3ª fase      | Naomi Osaka            |
| 19     | 21      | Magdaléna Rybáriková     | 2.141             | (18)              | 240                 | 2.363          | 4ª fase      | Caroline Wozniacki [2] |
| 20     | 24      | Barbora Strýcová         | 1.940             | 240               | 240                 | 1.940          | 4ª fase      | Karolína Plíšková [6]  |
| 21     | 16      | Angelique Kerber         | 2.491             | 240               | 780                 | 3.031          | SF           | Simona Halep [1]       |
| 22     | 25      | Daria Kasatkina          | 1.905             | 10                | 70                  | 1.965          | 2ª fase      | Magda Linette          |
| 23     | 23      | Daria Gavrilova          | 1.990             | 240               | 70                  | 1.820          | 2ª fase      | Elise Mertens          |
| 24     | 26      | Dominika Cibulková       | 1.860             | 130               | 10                  | 1.740          | 1ª fase      | Kaia Kanepi            |
| 25     | 27      | Peng Shuai               | 1.765             | 70                | 10                  | 1.705          | 1ª fase      | Marta Kostyuk [Q]      |
| 26     | 35      | Agnieszka Radwańska      | 1.510             | 70                | 130                 | 1.570          | 3ª fase      | Hsieh Su-wei           |
| 27     | 28      | Petra Kvitová            | 1.708             | 0                 | 10                  | 1.718          | 1ª fase      | Andrea Petkovic        |
| 28     | 30      | Mirjana Lučić-Baroni     | 1.618             | 780               | 70                  | 908            | 2ª fase      | Aliaksandra Sasnovich  |
| 29     | 29      | Lucie Šafářová           | 1.650             | 70                | 130                 | 1.710          | 3ª fase      | Karolína Plíšková [6]  |
| 30     | 32      | Kiki Bertens             | 1.605             | 10                | 130                 | 1.725          | 3ª fase      | Caroline Wozniacki [2] |
| 31     | 31      | Ekaterina Makarova       | 1.605             | 240               | 10                  | 1.375          | 1ª fase      | Irina-Camelia Begu     |
| 32     | 33      | Anett Kontaveit          | 1.560             | 10+80             | 240+30              | 1.740          | 4ª fase      | Carla Suárez Navarro   |

##### Desistências
| Ranking | Jogadora            | Pontos anteriores | Pontos a defender | Nova pontuação | Motivo                  |
| ------- | ------------------- | ----------------- | ----------------- | -------------- | ----------------------- |
| 14      | Svetlana Kuznetsova | 2.702             | 240               | 2.462          | Lesão no punho esquerdo |
| 22      | Serena Williams     | 2.000             | 2.000             | 0              | Maternidade             |

### Duplas
| Cabeça | Ranking | Equipe                | Equipe                 |
| ------ | ------- | --------------------- | ---------------------- |
| 1      | 2       | Lukasz Kubot          | Marcelo Melo           |
| 2      | 7       | Henri Kontinen        | John Peers             |
| 3      | 15      | Jean-Julien Rojer     | Horia Tecau            |
| 4      | 17      | Pierre-Hugues Herbert | Nicolas Mahut          |
| 5      | 19      | Jamie Murray          | Bruno Soares           |
| 6      | 24      | Bob Bryan             | Mike Bryan             |
| 7      | 34      | Oliver Marach         | Mate Pavić             |
| 8      | 40      | Raven Klaasen         | Michael Venus          |
| 9      | 44      | Feliciano López       | Marc López             |
| 10     | 45      | Rohan Bopanna         | Édouard Roger-Vasselin |
| 11     | 50      | Juan Sebastián Cabal  | Robert Farah           |
| 12     | 55      | Pablo Cuevas          | Horacio Zeballos       |
| 13     | 57      | Santiago González     | Julio Peralta          |
| 14     | 71      | Ivan Dodig            | Fernando Verdasco      |
| 15     | 71      | Marcin Matkowski      | Aisam-ul-Haq Qureshi   |
| 16     | 72      | Rajeev Ram            | Divij Sharan           |

| Cabeça | Ranking | Equipe             | Equipe                      |
| ------ | ------- | ------------------ | --------------------------- |
| 1      | 6       | Latisha Chan       | Andrea Sestini Hlaváčková   |
| 2      | 6       | Ekaterina Makarova | Elena Vesnina               |
| 3      | 20      | Ashleigh Barty     | Casey Dellacqua             |
| 4      | 21      | Lucie Šafářová     | Barbora Strýcová            |
| 5      | 33      | Tímea Babos        | Kristina Mladenovic         |
| 6      | 34      | Gabriela Dabrowski | Xu Yifan                    |
| 7      | 41      | Kiki Bertens       | Johanna Larsson             |
| 8      | 46      | Hsieh Su-wei       | Peng Shuai                  |
| 9      | 48      | Andreja Klepač     | María José Martínez Sánchez |
| 10     | 55      | Irina-Camelia Begu | Monica Niculescu            |
| 11     | 55      | Shuko Aoyama       | Yang Zhaoxuan               |
| 12     | 57      | Raquel Atawo       | Anna-Lena Grönefeld         |
| 13     | 58      | Nicole Melichar    | Kveta Peschke               |
| 14     | 59      | Chan Hao-ching     | Katarina Srebotnik          |
| 15     | 59      | Alicja Rosolska    | Abigail Spears              |
| 16     | 61      | Barbora Krejčíková | Kateřina Siniaková          |

#### Mistas
| Cabeça | Ranking | Equipe                    | Equipe                 |
| ------ | ------- | ------------------------- | ---------------------- |
| 1      | 10      | Latisha Chan              | Jamie Murray           |
| 2      | 13      | Casey Dellacqua           | John Peers             |
| 3      | 13      | Ekaterina Makarova        | Bruno Soares           |
| 4      | 23      | Kveta Peschke             | Henri Kontinen         |
| 5      | 26      | Tímea Babos               | Rohan Bopanna          |
| 6      | 31      | Andrea Sestini Hlavácková | Édouard Roger-Vasselin |
| 7      | 32      | Chan Hao-ching            | Michael Venus          |
| 8      | 34      | Gabriela Dabrowski        | Mate Pavić             |

## Convidados à chave principal

### Simples
| Masculino | Feminino |
| --- | --- |
| - Alex Bolt - Thanasi Kokkinakis - Jason Kubler - Kwon Soon-woo - Alex de Minaur - Corentin Moutet - Alexei Popyrin - Tim Smyczek] | - Kristie Ahn - Destanee Aiava - Lizette Cabrera - Jaimee Fourlis - Jessika Ponchet - Olivia Rogowska - Ajla Tomljanović - Wang Xinyu |

### Duplas
| Masculinas | Femininas | Mistas |
| --- | --- | --- |
| - Alex Bolt / Bradley Mousley - James Duckworth / Alex de Minaur - Matthew Ebden / John Millman - Sam Groth / Lleyton Hewitt - Thanasi Kokkinakis / Jordan Thompson - Max Purcell / Luke Saville - Sanchai Ratiwatana / Sonchat Ratiwatana | - Alison Bai / Zoe Hives - Naiktha Bains / Isabelle Wallace - Kimberly Birrell / Jaimee Fourlis - Priscilla Hon / Ajla Tomljanović - Jiang Xinyu / Tang Qianhui - Jessica Moore / Ellen Perez - Astra Sharma / Belinda Woolcock | - Monique Adamczak / Matthew Ebden - Lizette Cabrera / Alex Bolt - Zoe Hives / Bradley Mousley - Priscilla Hon / Matt Reid - Ellen Perez / Andrew Whittington - Arina Rodionova / John-Patrick Smith - Storm Sanders / Marc Polmans - Samantha Stosur / Sam Groth |

## Qualificados à chave principal
O qualificatório aconteceu no Melbourne Park entre 10 e 14 de janeiro de 2018.

### Simples
| Masculino | Feminino |
| --- | --- |
| 1. Salvatore Caruso 2. Dennis Novak 3. Jaume Munar 4. Quentin Halys 5. Vasek Pospisil 6. Kevin King 7. Denis Kudla 8. Mackenzie McDonald 9. Elias Ymer 10. Dustin Brown 11. Casper Ruud 12. Lorenzo Sonego 13. Ruben Bemelmans 14. Václav Šafránek 15. Yuki Bhambri 16. Matthias Bachinger | 1. Anna Kalinskaya 2. Anna Blinkova 3. Zhu Lin 4. Viktorija Golubic 5. Irina Falconi 6. Denisa Allertová 7. Ivana Jorović 8. Viktória Kužmová 9. Marta Kostyuk 10. Anna Karolína Schmiedlová 11. Luksika Kumkhum 12. Magdalena Fręch |

Lucky losers
| 1. Peter Polansky 2. Matteo Berrettini | 1. Viktoriya Tomova 2. Bernarda Pera |

## Eliminações em simples

### Masculino
| Final                      | Final                      | Final                      | Final                  |
| -------------------------- | -------------------------- | -------------------------- | ---------------------- |
| Marin Čilić [6]            |                            |                            |                        |
| Semifinais                 |                            |                            |                        |
| Kyle Edmund                | Kyle Edmund                | Chung Hyeon                | Chung Hyeon            |
| Quartas de final           |                            |                            |                        |
| Rafael Nadal [1]           | Grigor Dimitrov [3]        | Tennys Sandgren            | Tomáš Berdych [19]     |
| Quarta fase                |                            |                            |                        |
| Diego Schwartzman [24]     | Pablo Carreño Busta [10]   | Nick Kyrgios [17]          | Andreas Seppi          |
| Dominic Thiem [5]          | Novak Djokovic [14]        | Fabio Fognini [25]         | Márton Fucsovics       |
| Terceira fase              |                            |                            |                        |
| Damir Džumhur [28]         | Alexandr Dolgopolov        | Gilles Müller [23]         | Ryan Harrison          |
| Andrey Rublev [30]         | Jo-Wilfried Tsonga [15]    | Nikoloz Basilashvili       | Ivo Karlović           |
| Adrian Mannarino [26]      | Maximilian Marterer        | Albert Ramos Viñolas [21]  | Alexander Zverev [4]   |
| Julien Benneteau           | Juan Martín del Potro [12] | Nicolás Kicker             | Richard Gasquet [29]   |
| Segunda fase               |                            |                            |                        |
| Leonardo Mayer             | John Millman (PR)          | Casper Ruud (Q)            | Matthew Ebden          |
| Gilles Simon               | Malek Jaziri               | Pablo Cuevas [31]          | João Sousa             |
| Mackenzie McDonald (Q)     | Marcos Baghdatis           | Viktor Troicki             | Denis Shapovalov       |
| Denis Istomin              | Ruben Bemelmans (Q)        | Yoshihito Nishioka (PR)    | Yūichi Sugita          |
| Denis Kudla (Q)            | Jiří Veselý                | Fernando Verdasco          | Stan Wawrinka [9]      |
| Gaël Monfils               | Tim Smyczek (WC)           | Daniil Medvedev            | Peter Gojowczyk        |
| David Goffin [7]           | Evgeny Donskoy             | Guillermo García López     | Karen Khachanov        |
| Sam Querrey [13]           | Lukáš Lacko                | Lorenzo Sonego (Q)         | Jan-Lennard Struff     |
| Primeira fase              |                            |                            |                        |
| Víctor Estrella Burgos     | Nicolás Jarry              | Borna Ćorić                | Paolo Lorenzi          |
| Dušan Lajović              | Quentin Halys (Q)          | Andreas Haider-Maurer (PR) | John Isner [16]        |
| Jason Kubler (WC)          | Marius Copil               | Salvatore Caruso (Q)       | Federico Delbonis      |
| Mikhail Youzhny            | Dudi Sela                  | Dustin Brown (Q)           | Vasek Pospisil (Q)     |
| Dennis Novak (Q)           | Elias Ymer (Q)             | Yuki Bhambri (Q)           | David Ferrer           |
| Rogério Dutra Silva        | Alex Bolt (WC)             | Stefanos Tsitsipas         | Kevin King (Q)         |
| Kevin Anderson [11]        | Pierre-Hugues Herbert      | Gerald Melzer              | Lucas Pouille [18]     |
| Phillip Kohlschreiber [27] | Corentin Moutet (WC)       | Laslo Đere                 | Jack Sock [8]          |
| Guido Pella                | Steve Johnson              | Václav Šafránek (Q)        | Matteo Berrettini (LL) |
| Roberto Bautista Agut [20] | Cedrik-Marcel Stebe        | Jérémy Chardy              | Ričardas Berankis (PR) |
| Donald Young               | Jaume Munar (Q)            | Alexei Popyrin (WC)        | Jared Donaldson        |
| Mischa Zverev [32]         | Thanasi Kokkinakis (WC)    | Mikhail Kukushkin          | Thomas Fabbiano        |
| Matthias Bachinger (Q)     | Taro Daniel                | Florian Mayer              | Horacio Zeballos       |
| Alex de Minaur (WC)        | Benoît Paire               | Peter Polansky (LL)        | Francis Tiafoe         |
| Feliciano López            | Radu Albot                 | Jordan Thompson            | Milos Raonic [22]      |
| Blaž Kavčič                | Robin Haase                | Kwon Soon-woo (WC)         | Aljaž Bedene           |

### Feminino
| Final                         | Final                 | Final                     | Final                         |
| ----------------------------- | --------------------- | ------------------------- | ----------------------------- |
| Simona Halep [1]              |                       |                           |                               |
| Semifinais                    |                       |                           |                               |
| Angelique Kerber [21]         | Angelique Kerber [21] | Elise Mertens             | Elise Mertens                 |
| Quartas de final              |                       |                           |                               |
| Karolína Plíšková [6]         | Madison Keys [17]     | Elina Svitolina [4]       | Carla Suárez Navarro          |
| Quarta fase                   |                       |                           |                               |
| Naomi Osaka                   | Barbora Strýcová [20] | Hsieh Su-wei              | Caroline Garcia [8]           |
| Petra Martić                  | Denisa Allertová (Q)  | Anett Kontaveit [32]      | Magdaléna Rybáriková [19]     |
| Terceira fase                 |                       |                           |                               |
| Lauren Davis                  | Ashleigh Barty [18]   | Bernarda Pera (LL)        | Lucie Šafářová [29]           |
| Agnieszka Radwańska [26]      | Maria Sharapova       | Ana Bogdan                | Aliaksandra Sasnovich         |
| Luksika Kumkhum (Q)           | Alizé Cornet          | Magda Linette             | Marta Kostyuk (Q)             |
| Jeļena Ostapenko [7]          | Kaia Kanepi           | Kateryna Bondarenko       | Kiki Bertens [30]             |
| Segunda fase                  |                       |                           |                               |
| Eugenie Bouchard              | Andrea Petkovic       | Camila Giorgi             | Elena Vesnina [16]            |
| Johanna Konta [9]             | Lara Arruabarrena     | Sorana Cîrstea            | Beatriz Haddad Maia           |
| Garbiñe Muguruza [3]          | Lesia Tsurenko        | Donna Vekić               | Anastasija Sevastova [14]     |
| Yulia Putintseva              | Ekaterina Alexandrova | Mirjana Lučić-Baroni [28] | Markéta Vondroušová           |
| Belinda Bencic                | Irina-Camelia Begu    | Daria Gavrilova [23]      | Julia Görges [12]             |
| Zhang Shuai                   | Daria Kasatkina [22]  | Olivia Rogowska (WC)      | Kateřina Siniaková            |
| Duan Yingying                 | Mona Barthel          | Monica Puig               | Tímea Babos                   |
| Anastasia Pavlyuchenkova [15] | Kirsten Flipkens      | Nicole Gibbs              | Jana Fett                     |
| Primeira fase                 |                       |                           |                               |
| Destanee Aiava (WC)           | Océane Dodin          | Jana Čepelová             | Petra Kvitová [27]            |
| Aryna Sabalenka               | Anna Kalinskaya (Q)   | Kristína Kučová (PR)      | Ons Jabeur                    |
| Madison Brengle               | Anna Blinkova (Q)     | Richèl Hogenkamp          | Kristie Ahn (WC)              |
| Ajla Tomljanović (WC)         | Zarina Diyas          | Lizette Cabrera (WC)      | Verónica Cepede Royg          |
| Jessika Ponchet (WC)          | Zhu Lin (Q)           | Natalia Vikhlyantseva     | Kristýna Plíšková             |
| Anna-Lena Friedsam (PR)       | Nao Hibino            | Tatjana Maria             | Varvara Lepchenko             |
| Kristina Mladenovic [11]      | Heather Watson        | Polona Hercog             | Wang Qiang                    |
| Shelby Rogers                 | Christina McHale      | Kurumi Nara               | Carina Witthöft               |
| Venus Williams [5]            | Johanna Larsson       | Alison Van Uytvanck       | Ekaterina Makarova [31]       |
| Irina Falconi (Q)             | Viktória Kužmová (Q)  | Wang Xinyu (WC)           | Sofia Kenin                   |
| Sloane Stephens [13]          | Pauline Parmentier    | Jennifer Brady            | Anna Karolína Schmiedlová (Q) |
| Peng Shuai [25]               | Jaimee Fourlis (WC)   | Maria Sakkari             | Ivana Jorović (Q)             |
| Francesca Schiavone           | Mariana Duque Mariño  | Monica Niculescu          | Aleksandra Krunić             |
| Dominika Cibulková [24]       | Samantha Stosur       | Magdalena Fręch (Q)       | CoCo Vandeweghe [10]          |
| Kateryna Kozlova              | Viktorija Golubic (Q) | Alison Riske              | Taylor Townsend               |
| Catherine Bellis              | Viktoriya Tomova (LL) | Misa Eguchi (PR)          | Mihaela Buzărnescu            |

## Finais

### Profissional
| Categoria | Evento    | Campeã(s)(o/ões)                | Vice-campeã(s)(o/ões)             | Resultado                | Chave(s)  | Chave(s)       |
| --------- | --------- | ------------------------------- | --------------------------------- | ------------------------ | --------- | -------------- |
| Simples   | Masculino | Roger Federer                   | Marin Čilić                       | 6–2, 56–7, 6–3, 3–6, 6–1 | principal | qualificatório |
| Simples   | Feminino  | Caroline Wozniacki              | Simona Halep                      | 7–62, 3–6, 6–4           | principal | qualificatório |
| Duplas    | Masculino | Oliver Marach Mate Pavić        | Juan Sebastián Cabal Robert Farah | 6–4, 6–4                 | principal | principal      |
| Duplas    | Feminino  | Tímea Babos Kristina Mladenovic | Ekaterina Makarova Elena Vesnina  | 6–4, 6–3                 | principal | principal      |
| Duplas    | Misto     | Gabriela Dabrowski Mate Pavić   | Tímea Babos Rohan Bopanna         | 2–6, 6–4, [11–9]         | principal | principal      |

### Juvenil
| Categoria | Evento    | Campeã(s)(o/ões)          | Vice-campeã(s)(o/ões)        | Resultado         | Chave(s)  | Chave(s)       |
| --------- | --------- | ------------------------- | ---------------------------- | ----------------- | --------- | -------------- |
| Simples   | Masculino | Sebastian Korda           | Tseng Chun-hsin              | 7–66, 6–4         | principal | qualificatório |
| Simples   | Feminino  | Liang En-shuo             | Clara Burel                  | 6–3, 6–4          | principal | qualificatório |
| Duplas    | Masculino | Hugo Gaston Clément Tabur | Rudolf Molleker Henri Squire | 6–2, 6–2          | principal | principal      |
| Duplas    | Feminino  | Liang En-shuo Wang Xinyu  | Violet Apisah Lulu Sun       | 7–64, 4–6, [10–5] | principal | principal      |

### Cadeirante
| Categoria | Evento       | Campeã(s)(o/ões)               | Vice-campeã(s)(o/ões)         | Resultado         | Chave     |
| --------- | ------------ | ------------------------------ | ----------------------------- | ----------------- | --------- |
| Simples   | Masculino    | Shingo Kunieda                 | Stéphane Houdet               | 4–6, 6–1, 7–63    | principal |
| Simples   | Feminino     | Diede de Groot                 | Yui Kamiji                    | 7–66, 6–4         | principal |
| Simples   | Tetraplégico | Dylan Alcott                   | David Wagner                  | 7–61, 6–1         | principal |
| Duplas    | Masculino    | Stéphane Houdet Nicolas Peifer | Alfie Hewett Gordon Reid      | 6–4, 6–2          | principal |
| Duplas    | Feminino     | Marjolein Buis Yui Kamiji      | Diede de Groot Aniek van Koot | 6–0, 6–4          | principal |
| Duplas    | Tetraplégico | Dylan Alcott Heath Davidson    | Andy Lapthorne David Wagner   | 6–0, 56–7, [10–6] | principal |